# Lista di asteroidi (239001-240000)
Di seguito una lista di asteroidi dal numero 239001 al 240000 con data di scoperta e scopritore.

## 239001-239100
| Nome           | Designazione provvisoria | Data di scoperta | Scopritore            |
| -------------- | ------------------------ | ---------------- | --------------------- |
| 239001 -       | 2006 CG49                | 3 febbraio 2006  | LINEAR                |
| 239002 -       | 2006 CL50                | 3 febbraio 2006  | Mount Lemmon Survey   |
| 239003 -       | 2006 CX61                | 3 febbraio 2006  | Mount Lemmon Survey   |
| 239004 -       | 2006 DT5                 | 20 febbraio 2006 | Mount Lemmon Survey   |
| 239005 -       | 2006 DY5                 | 20 febbraio 2006 | CSS                   |
| 239006 -       | 2006 DH8                 | 20 febbraio 2006 | Mount Lemmon Survey   |
| 239007 -       | 2006 DA21                | 20 febbraio 2006 | CSS                   |
| 239008 -       | 2006 DW21                | 20 febbraio 2006 | Spacewatch            |
| 239009 -       | 2006 DW22                | 20 febbraio 2006 | Spacewatch            |
| 239010 -       | 2006 DE24                | 20 febbraio 2006 | Spacewatch            |
| 239011 -       | 2006 DC26                | 20 febbraio 2006 | Mount Lemmon Survey   |
| 239012 -       | 2006 DZ47                | 21 febbraio 2006 | Mount Lemmon Survey   |
| 239013 -       | 2006 DH48                | 21 febbraio 2006 | Mount Lemmon Survey   |
| 239014 -       | 2006 DW52                | 24 febbraio 2006 | CSS                   |
| 239015 -       | 2006 DE70                | 20 febbraio 2006 | Mount Lemmon Survey   |
| 239016 -       | 2006 DA73                | 22 febbraio 2006 | LINEAR                |
| 239017 -       | 2006 DV81                | 24 febbraio 2006 | Spacewatch            |
| 239018 -       | 2006 DC82                | 24 febbraio 2006 | Spacewatch            |
| 239019 -       | 2006 DK94                | 24 febbraio 2006 | Spacewatch            |
| 239020 -       | 2006 DR102               | 25 febbraio 2006 | Mount Lemmon Survey   |
| 239021 -       | 2006 DH104               | 25 febbraio 2006 | Spacewatch            |
| 239022 -       | 2006 DD107               | 25 febbraio 2006 | Mount Lemmon Survey   |
| 239023 -       | 2006 DC108               | 25 febbraio 2006 | Spacewatch            |
| 239024 -       | 2006 DC110               | 25 febbraio 2006 | LINEAR                |
| 239025 -       | 2006 DF110               | 25 febbraio 2006 | Mount Lemmon Survey   |
| 239026 -       | 2006 DX113               | 27 febbraio 2006 | Spacewatch            |
| 239027 -       | 2006 DN116               | 27 febbraio 2006 | Spacewatch            |
| 239028 -       | 2006 DY120               | 22 febbraio 2006 | CSS                   |
| 239029 -       | 2006 DO121               | 22 febbraio 2006 | LONEOS                |
| 239030 -       | 2006 DP123               | 24 febbraio 2006 | Mount Lemmon Survey   |
| 239031 -       | 2006 DT126               | 25 febbraio 2006 | Spacewatch            |
| 239032 -       | 2006 DM134               | 25 febbraio 2006 | Spacewatch            |
| 239033 -       | 2006 DY138               | 25 febbraio 2006 | Spacewatch            |
| 239034 -       | 2006 DO139               | 25 febbraio 2006 | Spacewatch            |
| 239035 -       | 2006 DZ145               | 25 febbraio 2006 | Mount Lemmon Survey   |
| 239036 -       | 2006 DS147               | 25 febbraio 2006 | Spacewatch            |
| 239037 -       | 2006 DH148               | 25 febbraio 2006 | Spacewatch            |
| 239038 -       | 2006 DZ160               | 27 febbraio 2006 | Spacewatch            |
| 239039 -       | 2006 DK175               | 27 febbraio 2006 | LINEAR                |
| 239040 -       | 2006 DJ187               | 27 febbraio 2006 | Spacewatch            |
| 239041 -       | 2006 DO190               | 27 febbraio 2006 | Spacewatch            |
| 239042 -       | 2006 DB193               | 27 febbraio 2006 | Spacewatch            |
| 239043 -       | 2006 DH198               | 26 febbraio 2006 | LONEOS                |
| 239044 -       | 2006 DX201               | 20 febbraio 2006 | LINEAR                |
| 239045 -       | 2006 DV202               | 22 febbraio 2006 | CSS                   |
| 239046 Judysyd | 2006 DQ212               | 25 febbraio 2006 | Flagstaff USNO        |
| 239047 -       | 2006 DO214               | 27 febbraio 2006 | Spacewatch            |
| 239048 -       | 2006 EV16                | 2 marzo 2006     | Mount Lemmon Survey   |
| 239049 -       | 2006 ET37                | 4 marzo 2006     | LONEOS                |
| 239050 -       | 2006 ED41                | 4 marzo 2006     | Spacewatch            |
| 239051 -       | 2006 EU41                | 4 marzo 2006     | CSS                   |
| 239052 -       | 2006 EF46                | 4 marzo 2006     | Spacewatch            |
| 239053 -       | 2006 EX48                | 4 marzo 2006     | Spacewatch            |
| 239054 -       | 2006 EU51                | 4 marzo 2006     | Spacewatch            |
| 239055 -       | 2006 EH53                | 5 marzo 2006     | CSS                   |
| 239056 -       | 2006 EA60                | 5 marzo 2006     | Spacewatch            |
| 239057 -       | 2006 FO4                 | 23 marzo 2006    | Spacewatch            |
| 239058 -       | 2006 FW9                 | 24 marzo 2006    | Mount Lemmon Survey   |
| 239059 -       | 2006 FA17                | 23 marzo 2006    | Spacewatch            |
| 239060 -       | 2006 FV24                | 24 marzo 2006    | Spacewatch            |
| 239061 -       | 2006 FF32                | 25 marzo 2006    | Mount Lemmon Survey   |
| 239062 -       | 2006 FA37                | 23 marzo 2006    | CSS                   |
| 239063 -       | 2006 FW39                | 25 marzo 2006    | Spacewatch            |
| 239064 -       | 2006 FA42                | 26 marzo 2006    | Mount Lemmon Survey   |
| 239065 -       | 2006 FD48                | 24 marzo 2006    | LONEOS                |
| 239066 -       | 2006 FY49                | 26 marzo 2006    | LONEOS                |
| 239067 -       | 2006 FC50                | 31 marzo 2006    | Spacewatch            |
| 239068 -       | 2006 FC53                | 23 marzo 2006    | Mount Lemmon Survey   |
| 239069 -       | 2006 FY53                | 26 marzo 2006    | Mount Lemmon Survey   |
| 239070 -       | 2006 FO54                | 25 marzo 2006    | Spacewatch            |
| 239071 Penghu  | 2006 GF                  | 1 aprile 2006    | Lin, H.-C., Ye, Q.-z. |
| 239072 -       | 2006 GL14                | 2 aprile 2006    | Spacewatch            |
| 239073 -       | 2006 GY14                | 2 aprile 2006    | Spacewatch            |
| 239074 -       | 2006 GG16                | 2 aprile 2006    | Spacewatch            |
| 239075 -       | 2006 GK19                | 2 aprile 2006    | Spacewatch            |
| 239076 -       | 2006 GF28                | 2 aprile 2006    | Spacewatch            |
| 239077 -       | 2006 GP31                | 2 aprile 2006    | Spacewatch            |
| 239078 -       | 2006 GX36                | 8 aprile 2006    | Mount Lemmon Survey   |
| 239079 -       | 2006 GN40                | 6 aprile 2006    | CSS                   |
| 239080 -       | 2006 GB45                | 7 aprile 2006    | Mount Lemmon Survey   |
| 239081 -       | 2006 GM49                | 6 aprile 2006    | Siding Spring Survey  |
| 239082 -       | 2006 GG51                | 2 aprile 2006    | CSS                   |
| 239083 -       | 2006 GJ51                | 6 aprile 2006    | LINEAR                |
| 239084 -       | 2006 GY52                | 9 aprile 2006    | Spacewatch            |
| 239085 -       | 2006 GZ53                | 7 aprile 2006    | Spacewatch            |
| 239086 -       | 2006 HO3                 | 18 aprile 2006   | LONEOS                |
| 239087 -       | 2006 HY10                | 19 aprile 2006   | Spacewatch            |
| 239088 -       | 2006 HW14                | 19 aprile 2006   | Mount Lemmon Survey   |
| 239089 -       | 2006 HA19                | 18 aprile 2006   | Spacewatch            |
| 239090 -       | 2006 HJ19                | 18 aprile 2006   | Spacewatch            |
| 239091 -       | 2006 HA27                | 20 aprile 2006   | Spacewatch            |
| 239092 -       | 2006 HT35                | 19 aprile 2006   | NEAT                  |
| 239093 -       | 2006 HP38                | 21 aprile 2006   | Spacewatch            |
| 239094 -       | 2006 HY38                | 21 aprile 2006   | Spacewatch            |
| 239095 -       | 2006 HE39                | 21 aprile 2006   | Spacewatch            |
| 239096 -       | 2006 HF44                | 24 aprile 2006   | Mount Lemmon Survey   |
| 239097 -       | 2006 HR47                | 24 aprile 2006   | Spacewatch            |
| 239098 -       | 2006 HC48                | 24 aprile 2006   | Spacewatch            |
| 239099 -       | 2006 HX48                | 24 aprile 2006   | LONEOS                |
| 239100 -       | 2006 HZ49                | 26 aprile 2006   | Spacewatch            |

## 239101-239200
| Nome                   | Designazione provvisoria | Data di scoperta | Scopritore             |
| ---------------------- | ------------------------ | ---------------- | ---------------------- |
| 239101 -               | 2006 HN53                | 19 aprile 2006   | CSS                    |
| 239102 -               | 2006 HU54                | 21 aprile 2006   | CSS                    |
| 239103 -               | 2006 HB56                | 22 aprile 2006   | Siding Spring Survey   |
| 239104 -               | 2006 HN56                | 19 aprile 2006   | LONEOS                 |
| 239105 Marcocattaneo   | 2006 HP57                | 28 aprile 2006   | Casulli, V. S.         |
| 239106 -               | 2006 HA58                | 29 aprile 2006   | Kocher, P.             |
| 239107 -               | 2006 HH58                | 23 aprile 2006   | LONEOS                 |
| 239108 -               | 2006 HN75                | 25 aprile 2006   | Spacewatch             |
| 239109 -               | 2006 HL77                | 25 aprile 2006   | Spacewatch             |
| 239110 -               | 2006 HJ80                | 26 aprile 2006   | Spacewatch             |
| 239111 -               | 2006 HQ80                | 26 aprile 2006   | Spacewatch             |
| 239112 -               | 2006 HD81                | 26 aprile 2006   | Spacewatch             |
| 239113 -               | 2006 HY86                | 29 aprile 2006   | Spacewatch             |
| 239114 -               | 2006 HY89                | 26 aprile 2006   | LONEOS                 |
| 239115 -               | 2006 HR93                | 29 aprile 2006   | Spacewatch             |
| 239116 -               | 2006 HZ93                | 29 aprile 2006   | Spacewatch             |
| 239117 -               | 2006 HM94                | 29 aprile 2006   | Spacewatch             |
| 239118 -               | 2006 HD102               | 30 aprile 2006   | Spacewatch             |
| 239119 -               | 2006 HR103               | 30 aprile 2006   | Spacewatch             |
| 239120 -               | 2006 HH105               | 25 aprile 2006   | CSS                    |
| 239121 -               | 2006 HM111               | 26 aprile 2006   | Siding Spring Survey   |
| 239122 -               | 2006 HG113               | 25 aprile 2006   | Spacewatch             |
| 239123 -               | 2006 HF114               | 25 aprile 2006   | Mount Lemmon Survey    |
| 239124 -               | 2006 HA117               | 26 aprile 2006   | Spacewatch             |
| 239125 -               | 2006 HF120               | 30 aprile 2006   | Spacewatch             |
| 239126 Tommygreathouse | 2006 HY146               | 27 aprile 2006   | Buie, M. W.            |
| 239127 -               | 2006 HW152               | 30 aprile 2006   | Spacewatch             |
| 239128 -               | 2006 JU2                 | 2 maggio 2006    | Mount Lemmon Survey    |
| 239129 -               | 2006 JC5                 | 3 maggio 2006    | Mount Lemmon Survey    |
| 239130 -               | 2006 JE6                 | 2 maggio 2006    | Nyukasa                |
| 239131 -               | 2006 JA9                 | 1 maggio 2006    | Spacewatch             |
| 239132 -               | 2006 JE13                | 1 maggio 2006    | Spacewatch             |
| 239133 -               | 2006 JW18                | 2 maggio 2006    | Mount Lemmon Survey    |
| 239134 -               | 2006 JX18                | 2 maggio 2006    | Mount Lemmon Survey    |
| 239135 -               | 2006 JZ27                | 2 maggio 2006    | Mount Lemmon Survey    |
| 239136 -               | 2006 JR28                | 3 maggio 2006    | Spacewatch             |
| 239137 -               | 2006 JB30                | 3 maggio 2006    | Spacewatch             |
| 239138 -               | 2006 JJ30                | 3 maggio 2006    | Spacewatch             |
| 239139 -               | 2006 JR34                | 4 maggio 2006    | Spacewatch             |
| 239140 -               | 2006 JW35                | 4 maggio 2006    | Spacewatch             |
| 239141 -               | 2006 JC40                | 6 maggio 2006    | Spacewatch             |
| 239142 -               | 2006 JS41                | 7 maggio 2006    | Spacewatch             |
| 239143 -               | 2006 JQ43                | 5 maggio 2006    | Spacewatch             |
| 239144 -               | 2006 JP44                | 6 maggio 2006    | Spacewatch             |
| 239145 -               | 2006 JA45                | 7 maggio 2006    | Mount Lemmon Survey    |
| 239146 -               | 2006 JZ45                | 9 maggio 2006    | Mount Lemmon Survey    |
| 239147 -               | 2006 JT48                | 8 maggio 2006    | Siding Spring Survey   |
| 239148 -               | 2006 JD53                | 6 maggio 2006    | Mount Lemmon Survey    |
| 239149 -               | 2006 JJ55                | 9 maggio 2006    | Mount Lemmon Survey    |
| 239150 -               | 2006 JK58                | 5 maggio 2006    | LONEOS                 |
| 239151 -               | 2006 KX                  | 18 maggio 2006   | NEAT                   |
| 239152 -               | 2006 KD9                 | 19 maggio 2006   | Mount Lemmon Survey    |
| 239153 -               | 2006 KS9                 | 19 maggio 2006   | CSS                    |
| 239154 -               | 2006 KX9                 | 19 maggio 2006   | CSS                    |
| 239155 -               | 2006 KK11                | 19 maggio 2006   | Mount Lemmon Survey    |
| 239156 -               | 2006 KR15                | 20 maggio 2006   | Spacewatch             |
| 239157 -               | 2006 KC16                | 20 maggio 2006   | NEAT                   |
| 239158 -               | 2006 KH17                | 20 maggio 2006   | Mount Lemmon Survey    |
| 239159 -               | 2006 KP17                | 20 maggio 2006   | NEAT                   |
| 239160 -               | 2006 KY17                | 21 maggio 2006   | Spacewatch             |
| 239161 -               | 2006 KJ20                | 20 maggio 2006   | LONEOS                 |
| 239162 -               | 2006 KY29                | 20 maggio 2006   | Spacewatch             |
| 239163 -               | 2006 KZ30                | 20 maggio 2006   | Spacewatch             |
| 239164 -               | 2006 KC33                | 20 maggio 2006   | Spacewatch             |
| 239165 -               | 2006 KG37                | 22 maggio 2006   | Spacewatch             |
| 239166 -               | 2006 KF41                | 19 maggio 2006   | CSS                    |
| 239167 -               | 2006 KE47                | 21 maggio 2006   | Mount Lemmon Survey    |
| 239168 -               | 2006 KK47                | 21 maggio 2006   | Mount Lemmon Survey    |
| 239169 -               | 2006 KT47                | 21 maggio 2006   | Spacewatch             |
| 239170 -               | 2006 KE48                | 21 maggio 2006   | Spacewatch             |
| 239171 -               | 2006 KE49                | 21 maggio 2006   | Spacewatch             |
| 239172 -               | 2006 KF50                | 21 maggio 2006   | Spacewatch             |
| 239173 -               | 2006 KF51                | 21 maggio 2006   | Mount Lemmon Survey    |
| 239174 -               | 2006 KE60                | 22 maggio 2006   | Spacewatch             |
| 239175 -               | 2006 KZ62                | 22 maggio 2006   | Siding Spring Survey   |
| 239176 -               | 2006 KQ66                | 24 maggio 2006   | Spacewatch             |
| 239177 -               | 2006 KW71                | 22 maggio 2006   | Spacewatch             |
| 239178 -               | 2006 KM74                | 23 maggio 2006   | Spacewatch             |
| 239179 -               | 2006 KS77                | 24 maggio 2006   | NEAT                   |
| 239180 -               | 2006 KW78                | 24 maggio 2006   | Mount Lemmon Survey    |
| 239181 -               | 2006 KY78                | 24 maggio 2006   | Mount Lemmon Survey    |
| 239182 -               | 2006 KU83                | 21 maggio 2006   | Mount Lemmon Survey    |
| 239183 -               | 2006 KW85                | 21 maggio 2006   | NEAT                   |
| 239184 -               | 2006 KG92                | 25 maggio 2006   | Spacewatch             |
| 239185 -               | 2006 KM93                | 25 maggio 2006   | Spacewatch             |
| 239186 -               | 2006 KA100               | 29 maggio 2006   | Siding Spring Survey   |
| 239187 -               | 2006 KW100               | 24 maggio 2006   | NEAT                   |
| 239188 -               | 2006 KA103               | 29 maggio 2006   | Spacewatch             |
| 239189 -               | 2006 KR103               | 30 maggio 2006   | Nyukasa                |
| 239190 -               | 2006 KQ104               | 28 maggio 2006   | Spacewatch             |
| 239191 -               | 2006 KV104               | 28 maggio 2006   | Spacewatch             |
| 239192 -               | 2006 KT114               | 27 maggio 2006   | CSS                    |
| 239193 -               | 2006 KB123               | 28 maggio 2006   | Spacewatch             |
| 239194 -               | 2006 KU123               | 26 maggio 2006   | NEAT                   |
| 239195 -               | 2006 LN                  | 1 giugno 2006    | Broughton, J.          |
| 239196 -               | 2006 LW2                 | 7 giugno 2006    | Siding Spring Survey   |
| 239197 -               | 2006 MS1                 | 18 giugno 2006   | NEAT                   |
| 239198 -               | 2006 MP5                 | 17 giugno 2006   | Spacewatch             |
| 239199 -               | 2006 MJ11                | 21 giugno 2006   | NEAT                   |
| 239200 Luoyang         | 2006 MD13                | 23 giugno 2006   | Ye, Q.-z., Yang, T.-C. |

## 239201-239300
| Nome                 | Designazione provvisoria | Data di scoperta  | Scopritore                        |
| -------------------- | ------------------------ | ----------------- | --------------------------------- |
| 239201 -             | 2006 ML13                | 23 giugno 2006    | Ye, Q.-z.                         |
| 239202 -             | 2006 OX                  | 19 luglio 2006    | Bickel, W.                        |
| 239203 Simeon        | 2006 OK14                | 27 luglio 2006    | Fratev, F.                        |
| 239204 -             | 2006 ON16                | 19 luglio 2006    | LUSS                              |
| 239205 -             | 2006 OT17                | 18 luglio 2006    | Siding Spring Survey              |
| 239206 -             | 2006 ON18                | 20 luglio 2006    | Siding Spring Survey              |
| 239207 -             | 2006 PQ18                | 13 agosto 2006    | NEAT                              |
| 239208 -             | 2006 PN27                | 13 agosto 2006    | Siding Spring Survey              |
| 239209 -             | 2006 PR28                | 14 agosto 2006    | Siding Spring Survey              |
| 239210 -             | 2006 PH38                | 14 agosto 2006    | NEAT                              |
| 239211 -             | 2006 QY23                | 22 agosto 2006    | Hönig, S. F.                      |
| 239212 -             | 2006 QH34                | 19 agosto 2006    | Spacewatch                        |
| 239213 -             | 2006 QS55                | 22 agosto 2006    | NEAT                              |
| 239214 -             | 2006 QA56                | 18 agosto 2006    | Spacewatch                        |
| 239215 -             | 2006 QD98                | 22 agosto 2006    | NEAT                              |
| 239216 -             | 2006 QK105               | 28 agosto 2006    | CSS                               |
| 239217 -             | 2006 QH152               | 19 agosto 2006    | Spacewatch                        |
| 239218 -             | 2006 QO169               | 27 agosto 2006    | LONEOS                            |
| 239219 -             | 2006 RC14                | 14 settembre 2006 | Spacewatch                        |
| 239220 -             | 2006 RN56                | 14 settembre 2006 | Spacewatch                        |
| 239221 -             | 2006 RB78                | 15 settembre 2006 | Spacewatch                        |
| 239222 -             | 2006 RC99                | 15 settembre 2006 | Spacewatch                        |
| 239223 -             | 2006 SR11                | 16 settembre 2006 | LINEAR                            |
| 239224 -             | 2006 SY22                | 17 settembre 2006 | LONEOS                            |
| 239225 -             | 2006 SD32                | 17 settembre 2006 | Spacewatch                        |
| 239226 -             | 2006 SY40                | 18 settembre 2006 | Spacewatch                        |
| 239227 -             | 2006 SY54                | 18 settembre 2006 | CSS                               |
| 239228 -             | 2006 SC56                | 19 settembre 2006 | LINEAR                            |
| 239229 -             | 2006 SU60                | 18 settembre 2006 | CSS                               |
| 239230 -             | 2006 SW90                | 18 settembre 2006 | Spacewatch                        |
| 239231 -             | 2006 SL111               | 22 settembre 2006 | LINEAR                            |
| 239232 -             | 2006 SH119               | 18 settembre 2006 | CSS                               |
| 239233 -             | 2006 SU129               | 19 settembre 2006 | LONEOS                            |
| 239234 -             | 2006 SG141               | 25 settembre 2006 | LONEOS                            |
| 239235 -             | 2006 SM164               | 25 settembre 2006 | Spacewatch                        |
| 239236 -             | 2006 SH206               | 25 settembre 2006 | Spacewatch                        |
| 239237 -             | 2006 SV224               | 26 settembre 2006 | Spacewatch                        |
| 239238 -             | 2006 SW246               | 26 settembre 2006 | Mount Lemmon Survey               |
| 239239 -             | 2006 SS295               | 25 settembre 2006 | Spacewatch                        |
| 239240 -             | 2006 ST323               | 27 settembre 2006 | Spacewatch                        |
| 239241 -             | 2006 SZ352               | 30 settembre 2006 | CSS                               |
| 239242 -             | 2006 SZ380               | 27 settembre 2006 | Becker, A. C.                     |
| 239243 -             | 2006 TJ12                | 4 ottobre 2006    | Mount Lemmon Survey               |
| 239244 -             | 2006 TZ42                | 12 ottobre 2006   | Spacewatch                        |
| 239245 -             | 2006 TB44                | 12 ottobre 2006   | Spacewatch                        |
| 239246 -             | 2006 TA60                | 13 ottobre 2006   | Spacewatch                        |
| 239247 -             | 2006 TS75                | 11 ottobre 2006   | NEAT                              |
| 239248 -             | 2006 TJ94                | 15 ottobre 2006   | CSS                               |
| 239249 -             | 2006 UA67                | 16 ottobre 2006   | CSS                               |
| 239250 -             | 2006 UH142               | 19 ottobre 2006   | Spacewatch                        |
| 239251 -             | 2006 UT143               | 19 ottobre 2006   | Spacewatch                        |
| 239252 -             | 2006 UP199               | 21 ottobre 2006   | CSS                               |
| 239253 -             | 2006 UH269               | 27 ottobre 2006   | Mount Lemmon Survey               |
| 239254 Gabbigriffith | 2006 UL323               | 19 ottobre 2006   | Buie, M. W.                       |
| 239255 -             | 2006 UA333               | 21 ottobre 2006   | Becker, A. C.                     |
| 239256 -             | 2006 VM29                | 10 novembre 2006  | Spacewatch                        |
| 239257 -             | 2006 YN1                 | 17 dicembre 2006  | Mount Lemmon Survey               |
| 239258 -             | 2007 DO39                | 17 febbraio 2007  | Spacewatch                        |
| 239259 -             | 2007 DB53                | 19 febbraio 2007  | Mount Lemmon Survey               |
| 239260 -             | 2007 DW60                | 23 febbraio 2007  | CSS                               |
| 239261 -             | 2007 EJ52                | 11 marzo 2007     | CSS                               |
| 239262 -             | 2007 EH54                | 11 marzo 2007     | Mount Lemmon Survey               |
| 239263 -             | 2007 EH132               | 9 marzo 2007      | Mount Lemmon Survey               |
| 239264 -             | 2007 GH12                | 11 aprile 2007    | Mount Lemmon Survey               |
| 239265 -             | 2007 GB18                | 11 aprile 2007    | Spacewatch                        |
| 239266 -             | 2007 GN19                | 11 aprile 2007    | Spacewatch                        |
| 239267 -             | 2007 HT22                | 18 aprile 2007    | Spacewatch                        |
| 239268 -             | 2007 HY87                | 26 aprile 2007    | Spacewatch                        |
| 239269 -             | 2007 JW16                | 7 maggio 2007     | Spacewatch                        |
| 239270 -             | 2007 JC35                | 11 maggio 2007    | Siding Spring Survey              |
| 239271 -             | 2007 JV36                | 9 maggio 2007     | CSS                               |
| 239272 -             | 2007 JC45                | 11 maggio 2007    | Mount Lemmon Survey               |
| 239273 -             | 2007 KS1                 | 17 maggio 2007    | CSS                               |
| 239274 -             | 2007 KW1                 | 18 maggio 2007    | Hönig, S. F., Teamo, N.           |
| 239275 -             | 2007 KL7                 | 28 maggio 2007    | Hönig, S. F., Teamo, N.           |
| 239276 -             | 2007 LP26                | 14 giugno 2007    | Spacewatch                        |
| 239277 -             | 2007 NV6                 | 15 luglio 2007    | Siding Spring Survey              |
| 239278 -             | 2007 OP                  | 17 luglio 2007    | Hug, G.                           |
| 239279 -             | 2007 OC1                 | 16 luglio 2007    | LINEAR                            |
| 239280 -             | 2007 OO5                 | 21 luglio 2007    | LUSS                              |
| 239281 -             | 2007 OL6                 | 20 luglio 2007    | Broughton, J.                     |
| 239282 Kevinmccarron | 2007 OC8                 | 24 luglio 2007    | Astronomical Research Observatory |
| 239283 -             | 2007 PG                  | 3 agosto 2007     | Hug, G.                           |
| 239284 -             | 2007 PK3                 | 6 agosto 2007     | LUSS                              |
| 239285 -             | 2007 PK5                 | 6 agosto 2007     | LINEAR                            |
| 239286 -             | 2007 PF11                | 13 agosto 2007    | Ferrando, R.                      |
| 239287 -             | 2007 PQ11                | 11 agosto 2007    | LINEAR                            |
| 239288 -             | 2007 PW11                | 8 agosto 2007     | LINEAR                            |
| 239289 -             | 2007 PZ11                | 11 agosto 2007    | LINEAR                            |
| 239290 -             | 2007 PX12                | 8 agosto 2007     | LINEAR                            |
| 239291 -             | 2007 PF13                | 8 agosto 2007     | LINEAR                            |
| 239292 -             | 2007 PS15                | 8 agosto 2007     | LINEAR                            |
| 239293 -             | 2007 PX16                | 8 agosto 2007     | LINEAR                            |
| 239294 -             | 2007 PM22                | 10 agosto 2007    | Siding Spring Survey              |
| 239295 -             | 2007 PS22                | 11 agosto 2007    | LINEAR                            |
| 239296 -             | 2007 PH26                | 11 agosto 2007    | LONEOS                            |
| 239297 -             | 2007 PA30                | 9 agosto 2007     | LINEAR                            |
| 239298 -             | 2007 PC34                | 12 agosto 2007    | LINEAR                            |
| 239299 -             | 2007 PP34                | 9 agosto 2007     | LINEAR                            |
| 239300 -             | 2007 PQ37                | 13 agosto 2007    | LINEAR                            |

## 239301-239400
| Nome               | Designazione provvisoria | Data di scoperta  | Scopritore             |
| ------------------ | ------------------------ | ----------------- | ---------------------- |
| 239301 -           | 2007 PO39                | 11 agosto 2007    | LONEOS                 |
| 239302 -           | 2007 PO40                | 15 agosto 2007    | OAM                    |
| 239303 -           | 2007 PB43                | 9 agosto 2007     | LINEAR                 |
| 239304 -           | 2007 PB48                | 11 agosto 2007    | LINEAR                 |
| 239305 -           | 2007 PQ48                | 8 agosto 2007     | Siding Spring Survey   |
| 239306 -           | 2007 QH2                 | 18 agosto 2007    | Bickel, W.             |
| 239307 Kruchynenko | 2007 QS3                 | 24 agosto 2007    | Andrushivka            |
| 239308 -           | 2007 QU5                 | 20 agosto 2007    | PMO NEO Survey Program |
| 239309 -           | 2007 QW7                 | 21 agosto 2007    | LONEOS                 |
| 239310 -           | 2007 QO8                 | 21 agosto 2007    | LONEOS                 |
| 239311 -           | 2007 QZ9                 | 22 agosto 2007    | LINEAR                 |
| 239312 -           | 2007 QY15                | 21 agosto 2007    | LONEOS                 |
| 239313 -           | 2007 RM16                | 13 settembre 2007 | Young, J. W.           |
| 239314 -           | 2007 RN21                | 3 settembre 2007  | CSS                    |
| 239315 -           | 2007 RD23                | 3 settembre 2007  | CSS                    |
| 239316 -           | 2007 RQ24                | 4 settembre 2007  | CSS                    |
| 239317 -           | 2007 RG34                | 5 settembre 2007  | LONEOS                 |
| 239318 -           | 2007 RV34                | 6 settembre 2007  | LONEOS                 |
| 239319 -           | 2007 RP36                | 8 settembre 2007  | LONEOS                 |
| 239320 -           | 2007 RM37                | 8 settembre 2007  | LONEOS                 |
| 239321 -           | 2007 RK38                | 8 settembre 2007  | LONEOS                 |
| 239322 -           | 2007 RG40                | 9 settembre 2007  | Spacewatch             |
| 239323 -           | 2007 RE41                | 9 settembre 2007  | LONEOS                 |
| 239324 -           | 2007 RK41                | 9 settembre 2007  | LONEOS                 |
| 239325 -           | 2007 RM41                | 9 settembre 2007  | LONEOS                 |
| 239326 -           | 2007 RR41                | 9 settembre 2007  | LONEOS                 |
| 239327 -           | 2007 RV47                | 9 settembre 2007  | Mount Lemmon Survey    |
| 239328 -           | 2007 RZ49                | 9 settembre 2007  | Mount Lemmon Survey    |
| 239329 -           | 2007 RN50                | 9 settembre 2007  | Spacewatch             |
| 239330 -           | 2007 RY69                | 10 settembre 2007 | Spacewatch             |
| 239331 -           | 2007 RZ69                | 10 settembre 2007 | Spacewatch             |
| 239332 -           | 2007 RE75                | 10 settembre 2007 | Mount Lemmon Survey    |
| 239333 -           | 2007 RT77                | 10 settembre 2007 | Mount Lemmon Survey    |
| 239334 -           | 2007 RQ80                | 10 settembre 2007 | Mount Lemmon Survey    |
| 239335 -           | 2007 RJ95                | 10 settembre 2007 | Mount Lemmon Survey    |
| 239336 -           | 2007 RU97                | 10 settembre 2007 | Spacewatch             |
| 239337 -           | 2007 RT98                | 10 settembre 2007 | Spacewatch             |
| 239338 -           | 2007 RQ101               | 11 settembre 2007 | Mount Lemmon Survey    |
| 239339 -           | 2007 RG103               | 11 settembre 2007 | CSS                    |
| 239340 -           | 2007 RD104               | 11 settembre 2007 | Mount Lemmon Survey    |
| 239341 -           | 2007 RM107               | 11 settembre 2007 | Mount Lemmon Survey    |
| 239342 -           | 2007 RQ109               | 11 settembre 2007 | Spacewatch             |
| 239343 -           | 2007 RB113               | 11 settembre 2007 | Spacewatch             |
| 239344 -           | 2007 RS114               | 11 settembre 2007 | Spacewatch             |
| 239345 -           | 2007 RX125               | 12 settembre 2007 | Mount Lemmon Survey    |
| 239346 -           | 2007 RY139               | 13 settembre 2007 | LINEAR                 |
| 239347 -           | 2007 RJ143               | 14 settembre 2007 | LINEAR                 |
| 239348 -           | 2007 RE147               | 11 settembre 2007 | PMO NEO Survey Program |
| 239349 -           | 2007 RM149               | 12 settembre 2007 | CSS                    |
| 239350 -           | 2007 RN157               | 11 settembre 2007 | PMO NEO Survey Program |
| 239351 -           | 2007 RL161               | 13 settembre 2007 | LONEOS                 |
| 239352 -           | 2007 RF165               | 10 settembre 2007 | Spacewatch             |
| 239353 -           | 2007 RG165               | 10 settembre 2007 | Spacewatch             |
| 239354 -           | 2007 RD170               | 10 settembre 2007 | Spacewatch             |
| 239355 -           | 2007 RD174               | 10 settembre 2007 | Spacewatch             |
| 239356 -           | 2007 RH179               | 10 settembre 2007 | Mount Lemmon Survey    |
| 239357 -           | 2007 RK179               | 10 settembre 2007 | Mount Lemmon Survey    |
| 239358 -           | 2007 RQ179               | 10 settembre 2007 | Mount Lemmon Survey    |
| 239359 -           | 2007 RU181               | 11 settembre 2007 | Mount Lemmon Survey    |
| 239360 -           | 2007 RP185               | 13 settembre 2007 | Mount Lemmon Survey    |
| 239361 -           | 2007 RE204               | 9 settembre 2007  | Spacewatch             |
| 239362 -           | 2007 RO214               | 12 settembre 2007 | Spacewatch             |
| 239363 -           | 2007 RR214               | 12 settembre 2007 | Spacewatch             |
| 239364 -           | 2007 RH219               | 14 settembre 2007 | Mount Lemmon Survey    |
| 239365 -           | 2007 RZ220               | 14 settembre 2007 | Mount Lemmon Survey    |
| 239366 -           | 2007 RG222               | 14 settembre 2007 | Mount Lemmon Survey    |
| 239367 -           | 2007 RW228               | 11 settembre 2007 | Spacewatch             |
| 239368 -           | 2007 RR230               | 11 settembre 2007 | Spacewatch             |
| 239369 -           | 2007 RD245               | 11 settembre 2007 | Spacewatch             |
| 239370 -           | 2007 RH259               | 14 settembre 2007 | Mount Lemmon Survey    |
| 239371 -           | 2007 RG279               | 6 settembre 2007  | Siding Spring Survey   |
| 239372 -           | 2007 RA284               | 9 settembre 2007  | Mount Lemmon Survey    |
| 239373 -           | 2007 RF285               | 13 settembre 2007 | Mount Lemmon Survey    |
| 239374 -           | 2007 RR285               | 14 settembre 2007 | Mount Lemmon Survey    |
| 239375 -           | 2007 RA286               | 15 settembre 2007 | Spacewatch             |
| 239376 -           | 2007 RW289               | 14 settembre 2007 | Mount Lemmon Survey    |
| 239377 -           | 2007 RV308               | 3 settembre 2007  | CSS                    |
| 239378 -           | 2007 RC313               | 4 settembre 2007  | CSS                    |
| 239379 -           | 2007 RQ319               | 12 settembre 2007 | Mount Lemmon Survey    |
| 239380 -           | 2007 SQ                  | 18 settembre 2007 | Lowe, A.               |
| 239381 -           | 2007 SM1                 | 18 settembre 2007 | Tucker, R. A.          |
| 239382 -           | 2007 SM6                 | 22 settembre 2007 | Ries, W.               |
| 239383 -           | 2007 SC11                | 22 settembre 2007 | Crni Vrh               |
| 239384 -           | 2007 SZ11                | 22 settembre 2007 | Crni Vrh               |
| 239385 -           | 2007 SK13                | 19 settembre 2007 | Spacewatch             |
| 239386 -           | 2007 SE14                | 20 settembre 2007 | CSS                    |
| 239387 -           | 2007 SG14                | 20 settembre 2007 | CSS                    |
| 239388 -           | 2007 SJ19                | 25 settembre 2007 | Mount Lemmon Survey    |
| 239389 -           | 2007 TE9                 | 6 ottobre 2007    | LINEAR                 |
| 239390 -           | 2007 TA15                | 8 ottobre 2007    | CSS                    |
| 239391 -           | 2007 TF18                | 4 ottobre 2007    | Spacewatch             |
| 239392 -           | 2007 TG20                | 7 ottobre 2007    | LINEAR                 |
| 239393 -           | 2007 TZ21                | 8 ottobre 2007    | LONEOS                 |
| 239394 -           | 2007 TE22                | 8 ottobre 2007    | Tucker, R. A.          |
| 239395 -           | 2007 TJ23                | 9 ottobre 2007    | Chante-Perdrix         |
| 239396 -           | 2007 TH25                | 4 ottobre 2007    | Spacewatch             |
| 239397 -           | 2007 TF29                | 4 ottobre 2007    | Spacewatch             |
| 239398 -           | 2007 TV36                | 4 ottobre 2007    | Spacewatch             |
| 239399 -           | 2007 TJ38                | 4 ottobre 2007    | CSS                    |
| 239400 -           | 2007 TL40                | 6 ottobre 2007    | Spacewatch             |

## 239401-239500
| Nome     | Designazione provvisoria | Data di scoperta | Scopritore             |
| -------- | ------------------------ | ---------------- | ---------------------- |
| 239401 - | 2007 TP41                | 6 ottobre 2007   | Spacewatch             |
| 239402 - | 2007 TU41                | 6 ottobre 2007   | PMO NEO Survey Program |
| 239403 - | 2007 TX41                | 7 ottobre 2007   | Mount Lemmon Survey    |
| 239404 - | 2007 TX44                | 7 ottobre 2007   | CSS                    |
| 239405 - | 2007 TF48                | 4 ottobre 2007   | Spacewatch             |
| 239406 - | 2007 TX48                | 4 ottobre 2007   | Spacewatch             |
| 239407 - | 2007 TD49                | 4 ottobre 2007   | Spacewatch             |
| 239408 - | 2007 TF50                | 4 ottobre 2007   | Spacewatch             |
| 239409 - | 2007 TL55                | 4 ottobre 2007   | Spacewatch             |
| 239410 - | 2007 TX56                | 4 ottobre 2007   | Spacewatch             |
| 239411 - | 2007 TZ58                | 5 ottobre 2007   | Spacewatch             |
| 239412 - | 2007 TY62                | 7 ottobre 2007   | Mount Lemmon Survey    |
| 239413 - | 2007 TD68                | 10 ottobre 2007  | CSS                    |
| 239414 - | 2007 TG74                | 9 ottobre 2007   | LONEOS                 |
| 239415 - | 2007 TK74                | 11 ottobre 2007  | Tucker, R. A.          |
| 239416 - | 2007 TY91                | 4 ottobre 2007   | CSS                    |
| 239417 - | 2007 TR92                | 5 ottobre 2007   | PMO NEO Survey Program |
| 239418 - | 2007 TY93                | 6 ottobre 2007   | Spacewatch             |
| 239419 - | 2007 TA95                | 7 ottobre 2007   | CSS                    |
| 239420 - | 2007 TW106               | 4 ottobre 2007   | Spacewatch             |
| 239421 - | 2007 TA112               | 8 ottobre 2007   | CSS                    |
| 239422 - | 2007 TF124               | 6 ottobre 2007   | Spacewatch             |
| 239423 - | 2007 TJ124               | 6 ottobre 2007   | Spacewatch             |
| 239424 - | 2007 TJ138               | 8 ottobre 2007   | Mount Lemmon Survey    |
| 239425 - | 2007 TG140               | 9 ottobre 2007   | Mount Lemmon Survey    |
| 239426 - | 2007 TU141               | 9 ottobre 2007   | Mount Lemmon Survey    |
| 239427 - | 2007 TM146               | 6 ottobre 2007   | LINEAR                 |
| 239428 - | 2007 TR147               | 7 ottobre 2007   | LINEAR                 |
| 239429 - | 2007 TK148               | 7 ottobre 2007   | LINEAR                 |
| 239430 - | 2007 TP153               | 9 ottobre 2007   | LINEAR                 |
| 239431 - | 2007 TV154               | 9 ottobre 2007   | LINEAR                 |
| 239432 - | 2007 TY154               | 9 ottobre 2007   | LINEAR                 |
| 239433 - | 2007 TQ161               | 11 ottobre 2007  | LINEAR                 |
| 239434 - | 2007 TX161               | 11 ottobre 2007  | LINEAR                 |
| 239435 - | 2007 TB163               | 11 ottobre 2007  | LINEAR                 |
| 239436 - | 2007 TH163               | 11 ottobre 2007  | LINEAR                 |
| 239437 - | 2007 TT163               | 11 ottobre 2007  | LINEAR                 |
| 239438 - | 2007 TU164               | 11 ottobre 2007  | LINEAR                 |
| 239439 - | 2007 TQ168               | 12 ottobre 2007  | LINEAR                 |
| 239440 - | 2007 TR171               | 13 ottobre 2007  | LINEAR                 |
| 239441 - | 2007 TO175               | 4 ottobre 2007   | Spacewatch             |
| 239442 - | 2007 TJ177               | 6 ottobre 2007   | Spacewatch             |
| 239443 - | 2007 TY177               | 6 ottobre 2007   | Spacewatch             |
| 239444 - | 2007 TQ178               | 7 ottobre 2007   | Mount Lemmon Survey    |
| 239445 - | 2007 TO180               | 8 ottobre 2007   | Mount Lemmon Survey    |
| 239446 - | 2007 TA186               | 13 ottobre 2007  | LINEAR                 |
| 239447 - | 2007 TX186               | 13 ottobre 2007  | LINEAR                 |
| 239448 - | 2007 TD190               | 4 ottobre 2007   | Mount Lemmon Survey    |
| 239449 - | 2007 TW207               | 10 ottobre 2007  | CSS                    |
| 239450 - | 2007 TR215               | 7 ottobre 2007   | Spacewatch             |
| 239451 - | 2007 TQ217               | 7 ottobre 2007   | Spacewatch             |
| 239452 - | 2007 TC226               | 8 ottobre 2007   | Spacewatch             |
| 239453 - | 2007 TY229               | 8 ottobre 2007   | Spacewatch             |
| 239454 - | 2007 TY234               | 9 ottobre 2007   | Spacewatch             |
| 239455 - | 2007 TS237               | 9 ottobre 2007   | Mount Lemmon Survey    |
| 239456 - | 2007 TB242               | 8 ottobre 2007   | CSS                    |
| 239457 - | 2007 TG256               | 10 ottobre 2007  | Spacewatch             |
| 239458 - | 2007 TC269               | 9 ottobre 2007   | Spacewatch             |
| 239459 - | 2007 TO278               | 11 ottobre 2007  | Mount Lemmon Survey    |
| 239460 - | 2007 TH281               | 7 ottobre 2007   | Mount Lemmon Survey    |
| 239461 - | 2007 TQ281               | 7 ottobre 2007   | Mount Lemmon Survey    |
| 239462 - | 2007 TK289               | 11 ottobre 2007  | LUSS                   |
| 239463 - | 2007 TX316               | 12 ottobre 2007  | Spacewatch             |
| 239464 - | 2007 TT347               | 14 ottobre 2007  | Mount Lemmon Survey    |
| 239465 - | 2007 TZ373               | 14 ottobre 2007  | CSS                    |
| 239466 - | 2007 TJ375               | 15 ottobre 2007  | Mount Lemmon Survey    |
| 239467 - | 2007 TO375               | 15 ottobre 2007  | CSS                    |
| 239468 - | 2007 TR388               | 13 ottobre 2007  | CSS                    |
| 239469 - | 2007 TG428               | 10 ottobre 2007  | Mount Lemmon Survey    |
| 239470 - | 2007 TS443               | 10 ottobre 2007  | LUSS                   |
| 239471 - | 2007 UZ8                 | 16 ottobre 2007  | CSS                    |
| 239472 - | 2007 UF12                | 18 ottobre 2007  | Mount Lemmon Survey    |
| 239473 - | 2007 UT14                | 17 ottobre 2007  | CSS                    |
| 239474 - | 2007 UF17                | 18 ottobre 2007  | Mount Lemmon Survey    |
| 239475 - | 2007 UX20                | 16 ottobre 2007  | Spacewatch             |
| 239476 - | 2007 UF21                | 16 ottobre 2007  | Spacewatch             |
| 239477 - | 2007 UB26                | 16 ottobre 2007  | Spacewatch             |
| 239478 - | 2007 UJ29                | 18 ottobre 2007  | Mount Lemmon Survey    |
| 239479 - | 2007 UX35                | 19 ottobre 2007  | CSS                    |
| 239480 - | 2007 UW37                | 19 ottobre 2007  | CSS                    |
| 239481 - | 2007 UX40                | 16 ottobre 2007  | Spacewatch             |
| 239482 - | 2007 UM59                | 30 ottobre 2007  | Mount Lemmon Survey    |
| 239483 - | 2007 UF80                | 31 ottobre 2007  | Mount Lemmon Survey    |
| 239484 - | 2007 UC84                | 30 ottobre 2007  | Spacewatch             |
| 239485 - | 2007 UQ86                | 30 ottobre 2007  | Spacewatch             |
| 239486 - | 2007 UT95                | 30 ottobre 2007  | Mount Lemmon Survey    |
| 239487 - | 2007 UD105               | 30 ottobre 2007  | Spacewatch             |
| 239488 - | 2007 UL107               | 31 ottobre 2007  | CSS                    |
| 239489 - | 2007 UA113               | 30 ottobre 2007  | Spacewatch             |
| 239490 - | 2007 UN118               | 31 ottobre 2007  | Spacewatch             |
| 239491 - | 2007 UE128               | 19 ottobre 2007  | CSS                    |
| 239492 - | 2007 UQ133               | 31 ottobre 2007  | Spacewatch             |
| 239493 - | 2007 VO34                | 3 novembre 2007  | Yeung, W. K. Y.        |
| 239494 - | 2007 VN52                | 1 novembre 2007  | Spacewatch             |
| 239495 - | 2007 VU52                | 1 novembre 2007  | Spacewatch             |
| 239496 - | 2007 VV57                | 1 novembre 2007  | Spacewatch             |
| 239497 - | 2007 VR73                | 2 novembre 2007  | Spacewatch             |
| 239498 - | 2007 VF84                | 2 novembre 2007  | CSS                    |
| 239499 - | 2007 VP97                | 1 novembre 2007  | Spacewatch             |
| 239500 - | 2007 VF122               | 5 novembre 2007  | Spacewatch             |

## 239501-239600
| Nome               | Designazione provvisoria | Data di scoperta  | Scopritore                      |
| ------------------ | ------------------------ | ----------------- | ------------------------------- |
| 239501 -           | 2007 VF127               | 1 novembre 2007   | Mount Lemmon Survey             |
| 239502 -           | 2007 VP164               | 5 novembre 2007   | Spacewatch                      |
| 239503 -           | 2007 VH165               | 5 novembre 2007   | Spacewatch                      |
| 239504 -           | 2007 VJ171               | 7 novembre 2007   | Spacewatch                      |
| 239505 -           | 2007 VR189               | 12 novembre 2007  | Ryan, W. H.                     |
| 239506 -           | 2007 VD204               | 9 novembre 2007   | Spacewatch                      |
| 239507 -           | 2007 VL214               | 9 novembre 2007   | Spacewatch                      |
| 239508 -           | 2007 VG215               | 9 novembre 2007   | Spacewatch                      |
| 239509 -           | 2007 VP232               | 7 novembre 2007   | Spacewatch                      |
| 239510 -           | 2007 VY232               | 7 novembre 2007   | Spacewatch                      |
| 239511 -           | 2007 VF269               | 14 novembre 2007  | LINEAR                          |
| 239512 -           | 2007 VM275               | 13 novembre 2007  | Spacewatch                      |
| 239513 -           | 2007 VY286               | 15 novembre 2007  | LONEOS                          |
| 239514 -           | 2007 VN298               | 11 novembre 2007  | CSS                             |
| 239515 -           | 2007 WH23                | 18 novembre 2007  | Mount Lemmon Survey             |
| 239516 -           | 2007 WX60                | 17 novembre 2007  | Spacewatch                      |
| 239517 -           | 2007 XD23                | 13 dicembre 2007  | Chante-Perdrix                  |
| 239518 -           | 2008 AL8                 | 10 gennaio 2008   | Spacewatch                      |
| 239519 -           | 2008 DJ54                | 27 febbraio 2008  | CSS                             |
| 239520 -           | 2008 GD90                | 6 aprile 2008     | Mount Lemmon Survey             |
| 239521 -           | 2008 HX3                 | 26 aprile 2008    | Kugel, F.                       |
| 239522 -           | 2008 OG24                | 30 luglio 2008    | Mount Lemmon Survey             |
| 239523 -           | 2008 PG                  | 1 agosto 2008     | LINEAR                          |
| 239524 -           | 2008 QA31                | 30 agosto 2008    | LINEAR                          |
| 239525 -           | 2008 RW8                 | 3 settembre 2008  | Spacewatch                      |
| 239526 -           | 2008 RE22                | 3 settembre 2008  | OAM                             |
| 239527 -           | 2008 RC32                | 2 settembre 2008  | Spacewatch                      |
| 239528 -           | 2008 RX35                | 2 settembre 2008  | Spacewatch                      |
| 239529 -           | 2008 RO57                | 3 settembre 2008  | Spacewatch                      |
| 239530 -           | 2008 RL94                | 6 settembre 2008  | Spacewatch                      |
| 239531 -           | 2008 RK96                | 7 settembre 2008  | Mount Lemmon Survey             |
| 239532 -           | 2008 RT97                | 7 settembre 2008  | Mount Lemmon Survey             |
| 239533 -           | 2008 SS5                 | 22 settembre 2008 | LINEAR                          |
| 239534 -           | 2008 SO12                | 21 settembre 2008 | Spacewatch                      |
| 239535 -           | 2008 SF26                | 19 settembre 2008 | Spacewatch                      |
| 239536 -           | 2008 ST29                | 19 settembre 2008 | Spacewatch                      |
| 239537 -           | 2008 SW31                | 20 settembre 2008 | Spacewatch                      |
| 239538 -           | 2008 SW38                | 20 settembre 2008 | Spacewatch                      |
| 239539 -           | 2008 SJ39                | 20 settembre 2008 | Spacewatch                      |
| 239540 -           | 2008 SG44                | 20 settembre 2008 | Spacewatch                      |
| 239541 -           | 2008 SW81                | 25 settembre 2008 | Tozzi, F.                       |
| 239542 -           | 2008 SS90                | 21 settembre 2008 | Spacewatch                      |
| 239543 -           | 2008 SZ92                | 21 settembre 2008 | Spacewatch                      |
| 239544 -           | 2008 SH93                | 21 settembre 2008 | Spacewatch                      |
| 239545 -           | 2008 SC98                | 21 settembre 2008 | Spacewatch                      |
| 239546 -           | 2008 SN98                | 21 settembre 2008 | Spacewatch                      |
| 239547 -           | 2008 SZ101               | 21 settembre 2008 | Mount Lemmon Survey             |
| 239548 -           | 2008 SL103               | 21 settembre 2008 | Mount Lemmon Survey             |
| 239549 -           | 2008 SW105               | 21 settembre 2008 | Spacewatch                      |
| 239550 -           | 2008 SF115               | 22 settembre 2008 | Spacewatch                      |
| 239551 -           | 2008 SZ130               | 22 settembre 2008 | Spacewatch                      |
| 239552 -           | 2008 SH136               | 23 settembre 2008 | Spacewatch                      |
| 239553 -           | 2008 SL138               | 23 settembre 2008 | Spacewatch                      |
| 239554 -           | 2008 SG147               | 24 settembre 2008 | Mount Lemmon Survey             |
| 239555 -           | 2008 SD156               | 23 settembre 2008 | LINEAR                          |
| 239556 -           | 2008 SO163               | 28 settembre 2008 | LINEAR                          |
| 239557 -           | 2008 SX173               | 22 settembre 2008 | CSS                             |
| 239558 -           | 2008 SQ176               | 23 settembre 2008 | Mount Lemmon Survey             |
| 239559 -           | 2008 SX176               | 23 settembre 2008 | Mount Lemmon Survey             |
| 239560 -           | 2008 SO189               | 25 settembre 2008 | Spacewatch                      |
| 239561 -           | 2008 SK196               | 25 settembre 2008 | Spacewatch                      |
| 239562 -           | 2008 SM204               | 26 settembre 2008 | Spacewatch                      |
| 239563 -           | 2008 SG279               | 29 settembre 2008 | Spacewatch                      |
| 239564 -           | 2008 SE285               | 29 settembre 2008 | CSS                             |
| 239565 -           | 2008 SH296               | 29 settembre 2008 | CSS                             |
| 239566 -           | 2008 SV299               | 22 settembre 2008 | Spacewatch                      |
| 239567 -           | 2008 SD302               | 23 settembre 2008 | Spacewatch                      |
| 239568 -           | 2008 TE5                 | 1 ottobre 2008    | OAM                             |
| 239569 -           | 2008 TU39                | 1 ottobre 2008    | Spacewatch                      |
| 239570 -           | 2008 TC54                | 2 ottobre 2008    | Spacewatch                      |
| 239571 -           | 2008 TV57                | 2 ottobre 2008    | Spacewatch                      |
| 239572 -           | 2008 TR59                | 2 ottobre 2008    | Spacewatch                      |
| 239573 -           | 2008 TH74                | 2 ottobre 2008    | Spacewatch                      |
| 239574 -           | 2008 TY86                | 3 ottobre 2008    | Spacewatch                      |
| 239575 -           | 2008 TY89                | 3 ottobre 2008    | Spacewatch                      |
| 239576 -           | 2008 TS93                | 5 ottobre 2008    | OAM                             |
| 239577 -           | 2008 TD103               | 6 ottobre 2008    | Spacewatch                      |
| 239578 -           | 2008 TO110               | 6 ottobre 2008    | CSS                             |
| 239579 -           | 2008 TF118               | 6 ottobre 2008    | Spacewatch                      |
| 239580 -           | 2008 TP140               | 9 ottobre 2008    | Mount Lemmon Survey             |
| 239581 -           | 2008 TT165               | 5 ottobre 2008    | OAM                             |
| 239582 -           | 2008 TX169               | 8 ottobre 2008    | Mount Lemmon Survey             |
| 239583 -           | 2008 TC172               | 9 ottobre 2008    | Mount Lemmon Survey             |
| 239584 -           | 2008 TL185               | 6 ottobre 2008    | Mount Lemmon Survey             |
| 239585 -           | 2008 UU7                 | 17 ottobre 2008   | Spacewatch                      |
| 239586 -           | 2008 UY9                 | 17 ottobre 2008   | Spacewatch                      |
| 239587 -           | 2008 UH18                | 19 ottobre 2008   | Spacewatch                      |
| 239588 -           | 2008 UU30                | 20 ottobre 2008   | Spacewatch                      |
| 239589 -           | 2008 UW32                | 20 ottobre 2008   | Spacewatch                      |
| 239590 -           | 2008 UY33                | 20 ottobre 2008   | Mount Lemmon Survey             |
| 239591 -           | 2008 UX37                | 20 ottobre 2008   | Spacewatch                      |
| 239592 -           | 2008 UO54                | 20 ottobre 2008   | Mount Lemmon Survey             |
| 239593 Tianwenbang | 2008 UD55                | 20 ottobre 2008   | Hsiao and Ye, H.-Y., z., Ye, Q. |
| 239594 -           | 2008 UL58                | 21 ottobre 2008   | Spacewatch                      |
| 239595 -           | 2008 UN74                | 21 ottobre 2008   | Spacewatch                      |
| 239596 -           | 2008 UZ75                | 21 ottobre 2008   | Spacewatch                      |
| 239597 -           | 2008 UL98                | 26 ottobre 2008   | LINEAR                          |
| 239598 -           | 2008 UE114               | 22 ottobre 2008   | Spacewatch                      |
| 239599 -           | 2008 UQ114               | 22 ottobre 2008   | Spacewatch                      |
| 239600 -           | 2008 UO140               | 23 ottobre 2008   | Spacewatch                      |

## 239601-239700
| Nome              | Designazione provvisoria | Data di scoperta | Scopritore              |
| ----------------- | ------------------------ | ---------------- | ----------------------- |
| 239601 -          | 2008 UY141               | 23 ottobre 2008  | Spacewatch              |
| 239602 -          | 2008 UE148               | 23 ottobre 2008  | Spacewatch              |
| 239603 -          | 2008 UA149               | 23 ottobre 2008  | Spacewatch              |
| 239604 -          | 2008 UH154               | 23 ottobre 2008  | Spacewatch              |
| 239605 -          | 2008 UP156               | 23 ottobre 2008  | Mount Lemmon Survey     |
| 239606 -          | 2008 UC167               | 24 ottobre 2008  | Spacewatch              |
| 239607 -          | 2008 US192               | 25 ottobre 2008  | Mount Lemmon Survey     |
| 239608 -          | 2008 UL197               | 27 ottobre 2008  | Mount Lemmon Survey     |
| 239609 -          | 2008 UU202               | 27 ottobre 2008  | LINEAR                  |
| 239610 -          | 2008 UY211               | 23 ottobre 2008  | Spacewatch              |
| 239611 Likwohting | 2008 UC212               | 23 ottobre 2008  | Hsiao, X. Y., Ye, Q.-z. |
| 239612 -          | 2008 UU212               | 24 ottobre 2008  | Spacewatch              |
| 239613 -          | 2008 UW220               | 25 ottobre 2008  | Mount Lemmon Survey     |
| 239614 -          | 2008 UB223               | 25 ottobre 2008  | Spacewatch              |
| 239615 -          | 2008 UR238               | 26 ottobre 2008  | Spacewatch              |
| 239616 -          | 2008 US239               | 26 ottobre 2008  | Spacewatch              |
| 239617 -          | 2008 UM245               | 26 ottobre 2008  | Spacewatch              |
| 239618 -          | 2008 UT250               | 27 ottobre 2008  | Spacewatch              |
| 239619 -          | 2008 US253               | 27 ottobre 2008  | Spacewatch              |
| 239620 -          | 2008 UR270               | 28 ottobre 2008  | Mount Lemmon Survey     |
| 239621 -          | 2008 UO290               | 28 ottobre 2008  | Spacewatch              |
| 239622 -          | 2008 UZ320               | 31 ottobre 2008  | Spacewatch              |
| 239623 -          | 2008 UG338               | 21 ottobre 2008  | Mount Lemmon Survey     |
| 239624 -          | 2008 UZ351               | 26 ottobre 2008  | CSS                     |
| 239625 -          | 2008 UR358               | 26 ottobre 2008  | Mount Lemmon Survey     |
| 239626 -          | 2008 UK369               | 28 ottobre 2008  | Spacewatch              |
| 239627 -          | 2008 VW1                 | 2 novembre 2008  | LINEAR                  |
| 239628 -          | 2008 VM10                | 2 novembre 2008  | Mount Lemmon Survey     |
| 239629 -          | 2008 VB11                | 2 novembre 2008  | Mount Lemmon Survey     |
| 239630 -          | 2008 VV14                | 5 novembre 2008  | BATTeRS                 |
| 239631 -          | 2008 VU41                | 3 novembre 2008  | Mount Lemmon Survey     |
| 239632 -          | 2008 VW59                | 7 novembre 2008  | CSS                     |
| 239633 -          | 2008 VN70                | 7 novembre 2008  | Mount Lemmon Survey     |
| 239634 -          | 2008 VD76                | 1 novembre 2008  | Mount Lemmon Survey     |
| 239635 -          | 2008 WW12                | 19 novembre 2008 | BATTeRS                 |
| 239636 -          | 2008 WX13                | 20 novembre 2008 | Mount Lemmon Survey     |
| 239637 -          | 2008 WP24                | 18 novembre 2008 | Spacewatch              |
| 239638 -          | 2008 WT25                | 18 novembre 2008 | LINEAR                  |
| 239639 -          | 2008 WF35                | 17 novembre 2008 | Spacewatch              |
| 239640 -          | 2008 WV38                | 17 novembre 2008 | Spacewatch              |
| 239641 -          | 2008 WX41                | 17 novembre 2008 | Spacewatch              |
| 239642 -          | 2008 WO45                | 17 novembre 2008 | Spacewatch              |
| 239643 -          | 2008 WQ46                | 17 novembre 2008 | Spacewatch              |
| 239644 -          | 2008 WX53                | 19 novembre 2008 | Spacewatch              |
| 239645 Shandongas | 2008 WQ58                | 20 novembre 2008 | Shandong University     |
| 239646 -          | 2008 WS66                | 18 novembre 2008 | Spacewatch              |
| 239647 -          | 2008 WW66                | 18 novembre 2008 | Spacewatch              |
| 239648 -          | 2008 WJ68                | 18 novembre 2008 | Spacewatch              |
| 239649 -          | 2008 WB69                | 18 novembre 2008 | Spacewatch              |
| 239650 -          | 2008 WT70                | 18 novembre 2008 | Spacewatch              |
| 239651 -          | 2008 WK76                | 20 novembre 2008 | Spacewatch              |
| 239652 -          | 2008 WA94                | 24 novembre 2008 | Tozzi, F.               |
| 239653 -          | 2008 WF98                | 21 novembre 2008 | CSS                     |
| 239654 -          | 2008 WX100               | 24 novembre 2008 | LINEAR                  |
| 239655 -          | 2008 WQ107               | 30 novembre 2008 | Mount Lemmon Survey     |
| 239656 -          | 2008 WR123               | 30 novembre 2008 | Mount Lemmon Survey     |
| 239657 -          | 2008 WL124               | 24 novembre 2008 | OAM                     |
| 239658 -          | 2008 WG125               | 30 novembre 2008 | Spacewatch              |
| 239659 -          | 2008 WM130               | 22 novembre 2008 | Spacewatch              |
| 239660 -          | 2008 WR132               | 20 novembre 2008 | CSS                     |
| 239661 -          | 2008 WQ134               | 24 novembre 2008 | Mount Lemmon Survey     |
| 239662 -          | 2008 WU134               | 30 novembre 2008 | Spacewatch              |
| 239663 -          | 2008 WV135               | 19 novembre 2008 | Spacewatch              |
| 239664 -          | 2008 XE                  | 1 dicembre 2008  | Elenin, L.              |
| 239665 -          | 2008 XJ36                | 2 dicembre 2008  | Spacewatch              |
| 239666 -          | 2008 XS39                | 2 dicembre 2008  | Spacewatch              |
| 239667 -          | 2008 XT51                | 5 dicembre 2008  | CSS                     |
| 239668 -          | 2008 XU53                | 1 dicembre 2008  | LINEAR                  |
| 239669 -          | 2008 XZ55                | 1 dicembre 2008  | Spacewatch              |
| 239670 -          | 2008 XC56                | 3 dicembre 2008  | Mount Lemmon Survey     |
| 239671 -          | 2008 XD56                | 3 dicembre 2008  | Mount Lemmon Survey     |
| 239672 SOFIA      | 2008 YS1                 | 21 dicembre 2008 | Hormuth, F.             |
| 239673 -          | 2008 YV22                | 21 dicembre 2008 | Mount Lemmon Survey     |
| 239674 -          | 2008 YD23                | 18 dicembre 2008 | OAM                     |
| 239675 Mottez     | 2008 YW24                | 26 dicembre 2008 | Christophe, B.          |
| 239676 -          | 2008 YM32                | 30 dicembre 2008 | PMO NEO Survey Program  |
| 239677 -          | 2008 YM37                | 22 dicembre 2008 | Spacewatch              |
| 239678 -          | 2008 YW51                | 29 dicembre 2008 | Mount Lemmon Survey     |
| 239679 -          | 2008 YA55                | 29 dicembre 2008 | Mount Lemmon Survey     |
| 239680 -          | 2008 YM57                | 30 dicembre 2008 | Spacewatch              |
| 239681 -          | 2008 YL60                | 30 dicembre 2008 | Mount Lemmon Survey     |
| 239682 -          | 2008 YY63                | 30 dicembre 2008 | Mount Lemmon Survey     |
| 239683 -          | 2008 YA64                | 30 dicembre 2008 | Mount Lemmon Survey     |
| 239684 -          | 2008 YR80                | 30 dicembre 2008 | Spacewatch              |
| 239685 -          | 2008 YJ86                | 29 dicembre 2008 | Spacewatch              |
| 239686 -          | 2008 YE90                | 29 dicembre 2008 | Spacewatch              |
| 239687 -          | 2008 YJ100               | 29 dicembre 2008 | Spacewatch              |
| 239688 -          | 2008 YZ101               | 29 dicembre 2008 | Spacewatch              |
| 239689 -          | 2008 YC104               | 29 dicembre 2008 | Spacewatch              |
| 239690 -          | 2008 YC111               | 31 dicembre 2008 | Spacewatch              |
| 239691 -          | 2008 YY120               | 30 dicembre 2008 | Spacewatch              |
| 239692 -          | 2008 YV124               | 30 dicembre 2008 | Spacewatch              |
| 239693 -          | 2008 YP132               | 31 dicembre 2008 | CSS                     |
| 239694 -          | 2008 YL139               | 30 dicembre 2008 | Spacewatch              |
| 239695 -          | 2008 YJ144               | 30 dicembre 2008 | Spacewatch              |
| 239696 -          | 2008 YN146               | 30 dicembre 2008 | Spacewatch              |
| 239697 -          | 2008 YV146               | 31 dicembre 2008 | Spacewatch              |
| 239698 -          | 2008 YA155               | 22 dicembre 2008 | Mount Lemmon Survey     |
| 239699 -          | 2008 YF156               | 29 dicembre 2008 | Spacewatch              |
| 239700 -          | 2008 YU156               | 30 dicembre 2008 | Spacewatch              |

## 239701-239800
| Nome                    | Designazione provvisoria | Data di scoperta  | Scopritore                                                |
| ----------------------- | ------------------------ | ----------------- | --------------------------------------------------------- |
| 239701 -                | 2008 YC157               | 22 dicembre 2008  | Spacewatch                                                |
| 239702 -                | 2008 YM163               | 30 dicembre 2008  | Spacewatch                                                |
| 239703 -                | 2008 YZ167               | 21 dicembre 2008  | CSS                                                       |
| 239704 -                | 2008 YG168               | 30 dicembre 2008  | CSS                                                       |
| 239705 -                | 2009 AS1                 | 3 gennaio 2009    | Tozzi, F.                                                 |
| 239706 -                | 2009 AB2                 | 3 gennaio 2009    | Kugel, F.                                                 |
| 239707 -                | 2009 AP4                 | 1 gennaio 2009    | Spacewatch                                                |
| 239708 -                | 2009 AS10                | 2 gennaio 2009    | Mount Lemmon Survey                                       |
| 239709 -                | 2009 AZ16                | 2 gennaio 2009    | CSS                                                       |
| 239710 -                | 2009 AM25                | 2 gennaio 2009    | Spacewatch                                                |
| 239711 -                | 2009 AA30                | 15 gennaio 2009   | Spacewatch                                                |
| 239712 -                | 2009 AZ40                | 15 gennaio 2009   | Spacewatch                                                |
| 239713 -                | 2009 AD43                | 3 gennaio 2009    | Spacewatch                                                |
| 239714 -                | 2009 AY45                | 2 gennaio 2009    | Mount Lemmon Survey                                       |
| 239715 -                | 2009 BT2                 | 19 gennaio 2009   | Lowe, A.                                                  |
| 239716 Felixbaumgartner | 2009 BF12                | 25 gennaio 2009   | Gierlinger, R.                                            |
| 239717 -                | 2009 BM15                | 16 gennaio 2009   | Mount Lemmon Survey                                       |
| 239718 -                | 2009 BU18                | 16 gennaio 2009   | Mount Lemmon Survey                                       |
| 239719 -                | 2009 BN21                | 16 gennaio 2009   | Spacewatch                                                |
| 239720 -                | 2009 BP35                | 16 gennaio 2009   | Spacewatch                                                |
| 239721 -                | 2009 BP50                | 16 gennaio 2009   | Mount Lemmon Survey                                       |
| 239722 -                | 2009 BD51                | 16 gennaio 2009   | Mount Lemmon Survey                                       |
| 239723 -                | 2009 BR53                | 16 gennaio 2009   | Mount Lemmon Survey                                       |
| 239724 -                | 2009 BY69                | 25 gennaio 2009   | CSS                                                       |
| 239725 -                | 2009 BO91                | 25 gennaio 2009   | Spacewatch                                                |
| 239726 -                | 2009 BZ114               | 26 gennaio 2009   | Spacewatch                                                |
| 239727 -                | 2009 BP115               | 29 gennaio 2009   | Spacewatch                                                |
| 239728 -                | 2009 BG143               | 30 gennaio 2009   | Spacewatch                                                |
| 239729 -                | 2009 BZ150               | 28 gennaio 2009   | CSS                                                       |
| 239730 -                | 2009 BL170               | 16 gennaio 2009   | Spacewatch                                                |
| 239731 -                | 2009 BR173               | 20 gennaio 2009   | CSS                                                       |
| 239732 -                | 2009 BG177               | 28 gennaio 2009   | Spacewatch                                                |
| 239733 -                | 2009 CY15                | 3 febbraio 2009   | Spacewatch                                                |
| 239734 -                | 2009 CG34                | 2 febbraio 2009   | Mount Lemmon Survey                                       |
| 239735 -                | 2009 CH44                | 14 febbraio 2009  | Spacewatch                                                |
| 239736 -                | 2009 CK57                | 1 febbraio 2009   | CSS                                                       |
| 239737 -                | 2009 DB6                 | 17 febbraio 2009  | Spacewatch                                                |
| 239738 -                | 2009 DJ10                | 20 febbraio 2009  | LINEAR                                                    |
| 239739 -                | 2009 DB51                | 20 febbraio 2009  | Spacewatch                                                |
| 239740 -                | 2009 EL3                 | 14 marzo 2009     | OAM                                                       |
| 239741 -                | 2009 FF7                 | 16 marzo 2009     | Spacewatch                                                |
| 239742 -                | 2009 FO30                | 25 marzo 2009     | Tozzi, F.                                                 |
| 239743 -                | 2009 FP43                | 30 marzo 2009     | Tozzi, F.                                                 |
| 239744 -                | 2009 WQ166               | 21 novembre 2009  | Mount Lemmon Survey                                       |
| 239745 -                | 2009 XD15                | 15 dicembre 2009  | Mount Lemmon Survey                                       |
| 239746 -                | 2009 YF4                 | 17 dicembre 2009  | Mount Lemmon Survey                                       |
| 239747 -                | 2009 YZ11                | 18 dicembre 2009  | Mount Lemmon Survey                                       |
| 239748 -                | 2009 YH16                | 19 dicembre 2009  | Mount Lemmon Survey                                       |
| 239749 -                | 2009 YS24                | 18 dicembre 2009  | Mount Lemmon Survey                                       |
| 239750 -                | 2010 AZ2                 | 7 gennaio 2010    | Lowe, A.                                                  |
| 239751 -                | 2010 AV18                | 7 gennaio 2010    | Mount Lemmon Survey                                       |
| 239752 -                | 2010 AM31                | 6 gennaio 2010    | Spacewatch                                                |
| 239753 -                | 2010 AW43                | 6 gennaio 2010    | CSS                                                       |
| 239754 -                | 2010 AB53                | 8 gennaio 2010    | Spacewatch                                                |
| 239755 -                | 2010 AT55                | 8 gennaio 2010    | Spacewatch                                                |
| 239756 -                | 2010 AN59                | 6 gennaio 2010    | CSS                                                       |
| 239757 -                | 2010 AG74                | 13 gennaio 2010   | LINEAR                                                    |
| 239758 -                | 2010 AU75                | 10 gennaio 2010   | LINEAR                                                    |
| 239759 -                | 2010 BY2                 | 21 gennaio 2010   | OAM                                                       |
| 239760 -                | 2010 CX3                 | 6 febbraio 2010   | Mount Lemmon Survey                                       |
| 239761 -                | 2010 CU18                | 13 febbraio 2010  | Mayhill                                                   |
| 239762 -                | 2010 CV18                | 13 febbraio 2010  | Mayhill                                                   |
| 239763 -                | 2010 CZ28                | 9 febbraio 2010   | Spacewatch                                                |
| 239764 -                | 2010 CD29                | 9 febbraio 2010   | Spacewatch                                                |
| 239765 -                | 2010 CO34                | 10 febbraio 2010  | Spacewatch                                                |
| 239766 -                | 2010 CT40                | 13 febbraio 2010  | Spacewatch                                                |
| 239767 -                | 2010 CW40                | 13 febbraio 2010  | Spacewatch                                                |
| 239768 -                | 2010 CS42                | 7 febbraio 2010   | OAM                                                       |
| 239769 -                | 2010 CX56                | 13 febbraio 2010  | LINEAR                                                    |
| 239770 -                | 2010 CK57                | 14 febbraio 2010  | LINEAR                                                    |
| 239771 -                | 2010 CR58                | 13 febbraio 2010  | LINEAR                                                    |
| 239772 -                | 2010 CL62                | 9 febbraio 2010   | CSS                                                       |
| 239773 -                | 2010 CN65                | 9 febbraio 2010   | Spacewatch                                                |
| 239774 -                | 2010 CY68                | 10 febbraio 2010  | Spacewatch                                                |
| 239775 -                | 2010 CF69                | 12 febbraio 2010  | OAM                                                       |
| 239776 -                | 2010 CB76                | 13 febbraio 2010  | CSS                                                       |
| 239777 -                | 2010 CW82                | 13 febbraio 2010  | Crni Vrh                                                  |
| 239778 -                | 2010 CK94                | 14 febbraio 2010  | Spacewatch                                                |
| 239779 -                | 2010 CU94                | 14 febbraio 2010  | Spacewatch                                                |
| 239780 -                | 2010 CB95                | 14 febbraio 2010  | Spacewatch                                                |
| 239781 -                | 2010 CD99                | 14 febbraio 2010  | Spacewatch                                                |
| 239782 -                | 2010 CZ103               | 14 febbraio 2010  | Spacewatch                                                |
| 239783 -                | 2010 CJ117               | 14 febbraio 2010  | Mount Lemmon Survey                                       |
| 239784 -                | 2010 CP156               | 15 febbraio 2010  | Spacewatch                                                |
| 239785 -                | 2010 CC163               | 9 febbraio 2010   | Spacewatch                                                |
| 239786 -                | 2010 CU166               | 13 febbraio 2010  | Spacewatch                                                |
| 239787 -                | 2010 CW179               | 14 febbraio 2010  | Mount Lemmon Survey                                       |
| 239788 -                | 2010 DW38                | 16 febbraio 2010  | Spacewatch                                                |
| 239789 -                | 2010 DB45                | 17 febbraio 2010  | Spacewatch                                                |
| 239790 -                | 2010 DY76                | 16 febbraio 2010  | Mount Lemmon Survey                                       |
| 239791 -                | 2010 EW33                | 4 marzo 2010      | Spacewatch                                                |
| 239792 Hankakováčová    | 2010 EM34                | 9 marzo 2010      | Vorobjov, T.                                              |
| 239793 -                | 2010 EV40                | 4 marzo 2010      | Spacewatch                                                |
| 239794 -                | 6715 P-L                 | 24 settembre 1960 | van Houten, C. J., van Houten-Groeneveld, I., Gehrels, T. |
| 239795 -                | 1273 T-2                 | 29 settembre 1973 | van Houten, C. J., van Houten-Groeneveld, I., Gehrels, T. |
| 239796 -                | 2300 T-3                 | 16 ottobre 1977   | van Houten, C. J., van Houten-Groeneveld, I., Gehrels, T. |
| 239797 -                | 3037 T-3                 | 16 ottobre 1977   | van Houten, C. J., van Houten-Groeneveld, I., Gehrels, T. |
| 239798 -                | 1981 EZ31                | 6 marzo 1981      | Bus, S. J.                                                |
| 239799 -                | 1993 OU9                 | 20 luglio 1993    | Elst, E. W.                                               |
| 239800 -                | 1993 PR1                 | 14 agosto 1993    | Spacewatch                                                |

## 239801-239900
| Nome             | Designazione provvisoria | Data di scoperta  | Scopritore               |
| ---------------- | ------------------------ | ----------------- | ------------------------ |
| 239801 -         | 1994 CA11                | 7 febbraio 1994   | Elst, E. W.              |
| 239802 -         | 1995 UD14                | 17 ottobre 1995   | Spacewatch               |
| 239803 -         | 1995 WE4                 | 16 novembre 1995  | Spacewatch               |
| 239804 -         | 1995 WL18                | 17 novembre 1995  | Spacewatch               |
| 239805 -         | 1995 XB5                 | 14 dicembre 1995  | Spacewatch               |
| 239806 -         | 1996 GJ5                 | 11 aprile 1996    | Spacewatch               |
| 239807 -         | 1996 PG                  | 7 agosto 1996     | Comba, P. G.             |
| 239808 -         | 1996 TK9                 | 12 ottobre 1996   | Klet                     |
| 239809 -         | 1997 AY12                | 10 gennaio 1997   | Kobayashi, T.            |
| 239810 -         | 1997 EC26                | 11 marzo 1997     | Offutt, W.               |
| 239811 -         | 1997 MR2                 | 28 giugno 1997    | LINEAR                   |
| 239812 -         | 1997 PP                  | 1 agosto 1997     | NEAT                     |
| 239813 -         | 1997 TG11                | 3 ottobre 1997    | Spacewatch               |
| 239814 -         | 1997 WC12                | 22 novembre 1997  | Spacewatch               |
| 239815 -         | 1997 WO15                | 23 novembre 1997  | Spacewatch               |
| 239816 -         | 1998 BJ5                 | 18 gennaio 1998   | Spacewatch               |
| 239817 -         | 1998 BZ33                | 31 gennaio 1998   | Klet                     |
| 239818 -         | 1998 FD92                | 24 marzo 1998     | LINEAR                   |
| 239819 -         | 1998 MH23                | 24 giugno 1998    | Spacewatch               |
| 239820 -         | 1998 OA2                 | 16 luglio 1998    | Spacewatch               |
| 239821 -         | 1998 RD11                | 13 settembre 1998 | Spacewatch               |
| 239822 -         | 1998 RY31                | 14 settembre 1998 | LINEAR                   |
| 239823 -         | 1998 RX47                | 14 settembre 1998 | LINEAR                   |
| 239824 -         | 1998 SE51                | 26 settembre 1998 | Spacewatch               |
| 239825 -         | 1998 SO133               | 26 settembre 1998 | LINEAR                   |
| 239826 -         | 1998 UZ25                | 18 ottobre 1998   | Elst, E. W.              |
| 239827 -         | 1998 VL10                | 10 novembre 1998  | LINEAR                   |
| 239828 -         | 1998 VW42                | 15 novembre 1998  | Spacewatch               |
| 239829 -         | 1998 WK29                | 23 novembre 1998  | Spacewatch               |
| 239830 -         | 1998 XK2                 | 8 dicembre 1998   | Spacewatch               |
| 239831 -         | 1998 YX4                 | 17 dicembre 1998  | ODAS                     |
| 239832 -         | 1998 YS31                | 23 dicembre 1998  | Spacewatch               |
| 239833 -         | 1999 BD30                | 19 gennaio 1999   | Spacewatch               |
| 239834 -         | 1999 ET6                 | 14 marzo 1999     | Spacewatch               |
| 239835 -         | 1999 FU10                | 16 marzo 1999     | Spacewatch               |
| 239836 -         | 1999 FY83                | 20 marzo 1999     | Sloan Digital Sky Survey |
| 239837 -         | 1999 FX90                | 21 marzo 1999     | Sloan Digital Sky Survey |
| 239838 -         | 1999 GL33                | 12 aprile 1999    | LINEAR                   |
| 239839 -         | 1999 LF2                 | 8 giugno 1999     | LINEAR                   |
| 239840 -         | 1999 NC56                | 12 luglio 1999    | LINEAR                   |
| 239841 -         | 1999 RQ191               | 11 settembre 1999 | LINEAR                   |
| 239842 -         | 1999 SM21                | 30 settembre 1999 | Spacewatch               |
| 239843 -         | 1999 TR71                | 9 ottobre 1999    | Spacewatch               |
| 239844 -         | 1999 TP132               | 6 ottobre 1999    | LINEAR                   |
| 239845 -         | 1999 TX132               | 6 ottobre 1999    | LINEAR                   |
| 239846 -         | 1999 TZ175               | 10 ottobre 1999   | LINEAR                   |
| 239847 -         | 1999 TC191               | 12 ottobre 1999   | LINEAR                   |
| 239848 -         | 1999 TC221               | 2 ottobre 1999    | CSS                      |
| 239849 -         | 1999 VO11                | 7 novembre 1999   | LINEAR                   |
| 239850 -         | 1999 VZ89                | 5 novembre 1999   | LINEAR                   |
| 239851 -         | 1999 VG152               | 9 novembre 1999   | Spacewatch               |
| 239852 -         | 1999 VR190               | 15 novembre 1999  | LINEAR                   |
| 239853 -         | 1999 VC202               | 4 novembre 1999   | Spacewatch               |
| 239854 -         | 1999 VL214               | 1 novembre 1999   | Spacewatch               |
| 239855 -         | 1999 WA19                | 30 novembre 1999  | Spacewatch               |
| 239856 -         | 1999 XJ28                | 6 dicembre 1999   | LINEAR                   |
| 239857 -         | 1999 XJ104               | 7 dicembre 1999   | LINEAR                   |
| 239858 -         | 1999 XV145               | 7 dicembre 1999   | Spacewatch               |
| 239859 -         | 1999 XF213               | 14 dicembre 1999  | LINEAR                   |
| 239860 -         | 1999 YA15                | 31 dicembre 1999  | Spacewatch               |
| 239861 -         | 2000 AL123               | 5 gennaio 2000    | LINEAR                   |
| 239862 -         | 2000 AX219               | 8 gennaio 2000    | Spacewatch               |
| 239863 -         | 2000 AK224               | 10 gennaio 2000   | Spacewatch               |
| 239864 -         | 2000 BL13                | 29 gennaio 2000   | Spacewatch               |
| 239865 -         | 2000 CY26                | 2 febbraio 2000   | LINEAR                   |
| 239866 -         | 2000 CY98                | 8 febbraio 2000   | Spacewatch               |
| 239867 -         | 2000 CQ125               | 3 febbraio 2000   | LINEAR                   |
| 239868 -         | 2000 EM74                | 10 marzo 2000     | Spacewatch               |
| 239869 -         | 2000 GD53                | 5 aprile 2000     | LINEAR                   |
| 239870 -         | 2000 HD29                | 26 aprile 2000    | Spacewatch               |
| 239871 -         | 2000 HU52                | 29 aprile 2000    | LINEAR                   |
| 239872 -         | 2000 JY11                | 5 maggio 2000     | LINEAR                   |
| 239873 -         | 2000 JO67                | 5 maggio 2000     | Spacewatch               |
| 239874 -         | 2000 JN83                | 6 maggio 2000     | LINEAR                   |
| 239875 -         | 2000 KQ78                | 27 maggio 2000    | LINEAR                   |
| 239876 -         | 2000 NW                  | 4 luglio 2000     | Comba, P. G.             |
| 239877 -         | 2000 NH4                 | 3 luglio 2000     | Spacewatch               |
| 239878 -         | 2000 OV8                 | 30 luglio 2000    | LINEAR                   |
| 239879 -         | 2000 PL14                | 1 agosto 2000     | LINEAR                   |
| 239880 -         | 2000 QM35                | 28 agosto 2000    | Korlević, K.             |
| 239881 -         | 2000 QW55                | 25 agosto 2000    | LINEAR                   |
| 239882 -         | 2000 QU66                | 28 agosto 2000    | LINEAR                   |
| 239883 -         | 2000 QS92                | 25 agosto 2000    | LINEAR                   |
| 239884 -         | 2000 QX119               | 25 agosto 2000    | LINEAR                   |
| 239885 -         | 2000 QN141               | 31 agosto 2000    | LINEAR                   |
| 239886 -         | 2000 QW160               | 31 agosto 2000    | LINEAR                   |
| 239887 -         | 2000 QU163               | 31 agosto 2000    | LINEAR                   |
| 239888 -         | 2000 QE171               | 31 agosto 2000    | LINEAR                   |
| 239889 -         | 2000 RF                  | 1 settembre 2000  | LINEAR                   |
| 239890 Edudeldon | 2000 RX11                | 1 settembre 2000  | Brandeker, A.            |
| 239891 -         | 2000 RW17                | 1 settembre 2000  | LINEAR                   |
| 239892 -         | 2000 RE65                | 1 settembre 2000  | LINEAR                   |
| 239893 -         | 2000 RO74                | 3 settembre 2000  | LINEAR                   |
| 239894 -         | 2000 RD75                | 3 settembre 2000  | LINEAR                   |
| 239895 -         | 2000 SF32                | 24 settembre 2000 | LINEAR                   |
| 239896 -         | 2000 SD52                | 23 settembre 2000 | LINEAR                   |
| 239897 -         | 2000 SG62                | 24 settembre 2000 | LINEAR                   |
| 239898 -         | 2000 ST62                | 24 settembre 2000 | LINEAR                   |
| 239899 -         | 2000 SL78                | 24 settembre 2000 | LINEAR                   |
| 239900 -         | 2000 SP87                | 24 settembre 2000 | LINEAR                   |

## 239901-240000
| Nome     | Designazione provvisoria | Data di scoperta  | Scopritore                  |
| -------- | ------------------------ | ----------------- | --------------------------- |
| 239901 - | 2000 SR122               | 24 settembre 2000 | LINEAR                      |
| 239902 - | 2000 SU125               | 24 settembre 2000 | LINEAR                      |
| 239903 - | 2000 SF129               | 26 settembre 2000 | LINEAR                      |
| 239904 - | 2000 SV132               | 23 settembre 2000 | LINEAR                      |
| 239905 - | 2000 SP151               | 24 settembre 2000 | LINEAR                      |
| 239906 - | 2000 SQ161               | 20 settembre 2000 | NEAT                        |
| 239907 - | 2000 SP164               | 26 settembre 2000 | LINEAR                      |
| 239908 - | 2000 SH223               | 27 settembre 2000 | LINEAR                      |
| 239909 - | 2000 SN233               | 21 settembre 2000 | LINEAR                      |
| 239910 - | 2000 SQ240               | 26 settembre 2000 | LINEAR                      |
| 239911 - | 2000 SC246               | 24 settembre 2000 | LINEAR                      |
| 239912 - | 2000 SV254               | 24 settembre 2000 | LINEAR                      |
| 239913 - | 2000 SM285               | 23 settembre 2000 | LINEAR                      |
| 239914 - | 2000 SX323               | 28 settembre 2000 | Spacewatch                  |
| 239915 - | 2000 SA334               | 26 settembre 2000 | NEAT                        |
| 239916 - | 2000 SM338               | 25 settembre 2000 | NEAT                        |
| 239917 - | 2000 TD7                 | 1 ottobre 2000    | LINEAR                      |
| 239918 - | 2000 TC40                | 1 ottobre 2000    | LINEAR                      |
| 239919 - | 2000 TA48                | 1 ottobre 2000    | LONEOS                      |
| 239920 - | 2000 TN62                | 2 ottobre 2000    | LINEAR                      |
| 239921 - | 2000 UR5                 | 24 ottobre 2000   | LINEAR                      |
| 239922 - | 2000 UW33                | 26 ottobre 2000   | LINEAR                      |
| 239923 - | 2000 UK34                | 24 ottobre 2000   | LINEAR                      |
| 239924 - | 2000 UR40                | 24 ottobre 2000   | LINEAR                      |
| 239925 - | 2000 UZ45                | 24 ottobre 2000   | LINEAR                      |
| 239926 - | 2000 UB46                | 24 ottobre 2000   | LINEAR                      |
| 239927 - | 2000 UZ85                | 31 ottobre 2000   | LINEAR                      |
| 239928 - | 2000 WJ21                | 21 novembre 2000  | LINEAR                      |
| 239929 - | 2000 WO90                | 21 novembre 2000  | LINEAR                      |
| 239930 - | 2000 WQ138               | 21 novembre 2000  | LINEAR                      |
| 239931 - | 2000 WL162               | 20 novembre 2000  | LINEAR                      |
| 239932 - | 2000 WY191               | 19 novembre 2000  | LONEOS                      |
| 239933 - | 2000 XR5                 | 1 dicembre 2000   | LINEAR                      |
| 239934 - | 2000 XD36                | 5 dicembre 2000   | LINEAR                      |
| 239935 - | 2000 YW36                | 30 dicembre 2000  | LINEAR                      |
| 239936 - | 2000 YQ58                | 30 dicembre 2000  | LINEAR                      |
| 239937 - | 2000 YP82                | 30 dicembre 2000  | LINEAR                      |
| 239938 - | 2001 AE9                 | 2 gennaio 2001    | LINEAR                      |
| 239939 - | 2001 AZ30                | 4 gennaio 2001    | LINEAR                      |
| 239940 - | 2001 BD13                | 21 gennaio 2001   | LINEAR                      |
| 239941 - | 2001 BN16                | 18 gennaio 2001   | LINEAR                      |
| 239942 - | 2001 CS12                | 1 febbraio 2001   | LINEAR                      |
| 239943 - | 2001 CU26                | 1 febbraio 2001   | Spacewatch                  |
| 239944 - | 2001 CV29                | 2 febbraio 2001   | LONEOS                      |
| 239945 - | 2001 CZ39                | 13 febbraio 2001  | LINEAR                      |
| 239946 - | 2001 CA41                | 15 febbraio 2001  | LINEAR                      |
| 239947 - | 2001 DT43                | 19 febbraio 2001  | LINEAR                      |
| 239948 - | 2001 DB87                | 27 febbraio 2001  | Spacewatch                  |
| 239949 - | 2001 DC107               | 19 febbraio 2001  | Spacewatch                  |
| 239950 - | 2001 EE4                 | 2 marzo 2001      | LONEOS                      |
| 239951 - | 2001 FG17                | 19 marzo 2001     | LONEOS                      |
| 239952 - | 2001 FS75                | 19 marzo 2001     | LINEAR                      |
| 239953 - | 2001 FU95                | 16 marzo 2001     | LINEAR                      |
| 239954 - | 2001 FG120               | 28 marzo 2001     | Spacewatch                  |
| 239955 - | 2001 FY169               | 24 marzo 2001     | LONEOS                      |
| 239956 - | 2001 FF186               | 16 marzo 2001     | LINEAR                      |
| 239957 - | 2001 GD1                 | 13 aprile 2001    | LINEAR                      |
| 239958 - | 2001 GH9                 | 15 aprile 2001    | LINEAR                      |
| 239959 - | 2001 GV11                | 15 aprile 2001    | NEAT                        |
| 239960 - | 2001 HS36                | 29 aprile 2001    | LINEAR                      |
| 239961 - | 2001 JJ10                | 15 maggio 2001    | LONEOS                      |
| 239962 - | 2001 KB52                | 16 maggio 2001    | NEAT                        |
| 239963 - | 2001 MX1                 | 18 giugno 2001    | Wise                        |
| 239964 - | 2001 MB2                 | 19 giugno 2001    | NEAT                        |
| 239965 - | 2001 NC6                 | 14 luglio 2001    | Ball, L.                    |
| 239966 - | 2001 OW11                | 18 luglio 2001    | NEAT                        |
| 239967 - | 2001 PH4                 | 7 agosto 2001     | NEAT                        |
| 239968 - | 2001 PM33                | 10 agosto 2001    | NEAT                        |
| 239969 - | 2001 PW33                | 10 agosto 2001    | NEAT                        |
| 239970 - | 2001 QX53                | 16 agosto 2001    | LINEAR                      |
| 239971 - | 2001 QP125               | 19 agosto 2001    | LINEAR                      |
| 239972 - | 2001 QF157               | 23 agosto 2001    | LONEOS                      |
| 239973 - | 2001 QV226               | 24 agosto 2001    | LONEOS                      |
| 239974 - | 2001 QN257               | 25 agosto 2001    | LINEAR                      |
| 239975 - | 2001 QS269               | 19 agosto 2001    | Uppsala-DLR Asteroid Survey |
| 239976 - | 2001 QU293               | 22 agosto 2001    | Ohba, Y.                    |
| 239977 - | 2001 QO329               | 23 agosto 2001    | LONEOS                      |
| 239978 - | 2001 QG330               | 25 agosto 2001    | LONEOS                      |
| 239979 - | 2001 RR30                | 7 settembre 2001  | LINEAR                      |
| 239980 - | 2001 RB96                | 11 settembre 2001 | Spacewatch                  |
| 239981 - | 2001 RH115               | 12 settembre 2001 | LINEAR                      |
| 239982 - | 2001 RT117               | 12 settembre 2001 | LINEAR                      |
| 239983 - | 2001 RC118               | 12 settembre 2001 | LINEAR                      |
| 239984 - | 2001 RH126               | 12 settembre 2001 | LINEAR                      |
| 239985 - | 2001 RS130               | 12 settembre 2001 | LINEAR                      |
| 239986 - | 2001 RT130               | 12 settembre 2001 | LINEAR                      |
| 239987 - | 2001 RF138               | 12 settembre 2001 | LINEAR                      |
| 239988 - | 2001 RW154               | 12 settembre 2001 | Spacewatch                  |
| 239989 - | 2001 SS7                 | 18 settembre 2001 | Spacewatch                  |
| 239990 - | 2001 SL8                 | 18 settembre 2001 | Spacewatch                  |
| 239991 - | 2001 SX15                | 16 settembre 2001 | LINEAR                      |
| 239992 - | 2001 SS36                | 16 settembre 2001 | LINEAR                      |
| 239993 - | 2001 SP82                | 20 settembre 2001 | LINEAR                      |
| 239994 - | 2001 SH90                | 20 settembre 2001 | LINEAR                      |
| 239995 - | 2001 SC193               | 19 settembre 2001 | LINEAR                      |
| 239996 - | 2001 SV202               | 19 settembre 2001 | LINEAR                      |
| 239997 - | 2001 SU215               | 19 settembre 2001 | LINEAR                      |
| 239998 - | 2001 SF233               | 19 settembre 2001 | LINEAR                      |
| 239999 - | 2001 SR233               | 19 settembre 2001 | LINEAR                      |
| 240000 - | 2001 SY244               | 19 settembre 2001 | LINEAR                      |